# Fernando Peligero
Fernando Peligero Gómez (Ágreda, Soria, 11 de marzo de 1939-Cariñena, Zaragoza, 2 de noviembre de 2020) fue un perito mercantil y político español.

## Vida
Tras finalizar los estudios de Peritaje mercantil en la Universidad de Zaragoza, se afilió a Unión de Centro Democrático (UCD) donde permaneció hasta su desaparición, integrándose posteriormente en el Partido Aragonés Regionalista (PAR).
Fue el segundo alcalde de Cariñena (1983-1987) tras José Bribián Sanz. En dicho ayuntamiento permaneció durante cinco legislaturas como concejal. Compatibilizó dicho cargo con el de parlamentario en las primeras Cortes Constituyentes de la Comunidad Autónoma de Aragón en San Juan de La Peña, y posteriormente con el de presidente de la Diputación Provincial de Zaragoza (1982-1983).
Mantuvo una estrecha vinculación con el Campo de Cariñena, como viticultor. Influyó notablemente en la consolidación de la Denominación de Origen Protegida Cariñena, primero como presidente de la Cooperativa San Valero de Cariñena (1968-1980) y posteriormente como presidente del Consejo Regulador de la D.O. Cariñena (1982-1992). Ocupó otros cargos relacionados con el sector vitivinícolaː presidente de la Destilería de Cariñena (1968-1980; y desde 1990), secretario de la Sociedad Cooperativa Provincial Agraria UTECO-Zaragoza (1988-1990); presidente de la Comarca Campo de Cariñena (2003-2007).
| Predecesor: Gaspar Castellano y de Gastón | Presidente de la Diputación Provincial de Zaragoza 29 de septiembre de 1982 - 25 de mayo de 1983 | Sucesor: María Pilar Salvo Salanova |
| Predecesor: José Bribián Sanz             | Alcalde de Cariñena 1983-1987                                                                    | Sucesor: José Bribián Sanz          |